# August Werner von Meding
August von Meding (né le 7 avril 1792 et mort le 16 août 1871) est un fonctionnaire prussien. Il est haut président de la province de Brandebourg de 1840 à 1848.

## Biographie
Il est issu de la noble famille Meding (de). En 1822, il se marie avec la comtesse Auguste Sophie von Itzenplitz (née le 22 septembre 1797 et morte le 6 janvier 1873). Elle possède elle-même deux domaines en Poméranie, Barsekewitz et Gollin. Le couple a un fils, Heinrich Werner von Meding (1824-1878), qui hérita entre autres du domaine Horst, et deux filles. Charlotte von Meding (1829-1876) est une dame d'honneur à Heiligengrabe, Editha (née en 1833) se marie avec le chambellan Karl von Mellenthin (de).
Meding est de 1821 à 1828 administrateur de l'arrondissement de Salzwedel et est élu vice-président du parlement communal de l'Altmark (de). Il est ensuite commissaire général à Stendal puis président du commissariat général à Berlin. Entre 1835 et 1838, il est président du district de Mersebourg. Il devient ensuite membre du Conseil d'État prussien et chef de département au ministère de l'Intérieur. Entre 1842 et 1848, il est haut président de la province de Brandebourg. En tant que haut président, il préside également le consistoire royal de Brandebourg à Berlin (jusqu'à la nomination de Carl Otto von Voss comme président du consistoire en novembre 1847). Dès 1845, par crainte d'un développement révolutionnaire imminent, Meding demande aux gouvernements sous son autorité à Potsdam et à Francfort-sur-l'Oder de ne plus approuver d'assemblées populaires. Meding, qui est considéré par le public comme l'un des fonctionnaires les plus réactionnaires, en tant que député du parlement unifié de l'État, a au moins affiché son soutien au système constitutionnel. Le 5 avril 1848, le conseil de la ville de Francfort-sur-l'Oder décide de demander au ministre de l'Intérieur de renvoyer von Mening. Pendant la révolution de Mars, des demandes de démission sont soulevées au Parlement de Francfort en raison de ses tentatives d'influencer politiquement les fonctionnaires.
À partir de 1847, après avoir été nommé au conseil privé secret, il a le droit d'utiliser le titre d'excellence. Entre 1850 et 1854, Meding est député de la première chambre du parlement de l'État prussien, puis à la chambre des seigneurs de Prusse. En 1857, le ministère d'État prussien (de) se prononce contre sa nomination à la Commission d'audit financier.
De 1845 à 1848, Meding est conservateur de l'Académie de chevalerie de Brandebourg